# دوري أبطال إفريقيا 2007
دوري أبطال أفريقيا 2007 هي النسخة 43 من دوري أبطال أفريقيا .
توج النجم الرياضي الساحلي التونسي بالبطولة على حساب الأهلي المصري.

## المرحلة النهائية

### نصف النهائي
{{الأهلي 0-0 الاتحاد الليبي 
الأتحاد الليبي 0-1 الأهلي 
```
النجم الساحلي 1-2 الهلال 
```

الهلال 3-1 النجم الساحلي}}

### النهائي
{{النجم الساحلي 0-0 الأهلي 
إستاد سوسة
الأهلي 1-3 النجم الساحلي 
إستاد القاهرة }}